# گمینا گروجتس
گمینا گروجتس (به لهستانی:  Gmina Grodziec) یک گمینا در لهستان است که در شهرستان کونگن واقع شده‌است. گمینا گروجتس ۱۱۷٫۷۲ کیلومتر مربع مساحت و ۵٬۲۳۳ نفر جمعیت دارد.